# Aslonnes
Aslonnes là một xã, tọa lạc ở tỉnh Vienne trong vùng Nouvelle-Aquitaine, Pháp. Xã này có diện tích 23 kilômét vuông, dân số năm 2006 là 936 người. Xã nằm ở khu vực có độ cao trung bình 130 m trên mực nước biển. Dân địa phương danh xưng tiếng Pháp là Aslonnois.

## Hành chính
| Danh sách các xã trưởng |                 |                     |      |         |
| Giai đoạn               | Giai đoạn       | Tên                 | Đảng | Tư cách |
| mars 2001               | en cours (2008) | Jean-Michel Métayer |      |         |

## Biến động dân số
| Năm | 1962 | 1968 | 1975 | 1982 | 1990 | 1999 | 2006 |
| --- | ---- | ---- | ---- | ---- | ---- | ---- | ---- |
| Dân số | 467  | 448  | 487  | 629  | 700  | 890  | 936  |
| From the year 1962 on: No double counting—residents of multiple communes (e.g. students and military personnel) are counted only once. |      |      |      |      |      |      |      |